# Quản Thành
Khu dân tộc Hồi Quản Thành (管城回族区) Hán Việt: Quản Thành Hồi tộc khu) là một quận thuộc địa cấp thị Trịnh Châu (郑州市), tỉnh Hà Nam, Cộng hòa Nhân dân Trung Hoa. Quận này có diện tích 204 km2, dân số 300.000 người. Quận này có các đơn vị hành chính gồm 5 nhai đạo biện sự xứ, 1 trấn và 3 hương